# 1815 aux États-Unis
Pour des articles plus généraux, voir Chronologie des États-Unis et 1815.
Chronologie des États-Unis
- 1811
- 1812
- 1813
- 1814
- 1815
- 1816
- 1817
- 1818
- 1819

Cette page concerne des événements d'actualité qui se sont produits durant l'année 1815 du calendrier grégorien aux États-Unis.

## Gouvernement
- Président : James Madison (Républicain-Démocrate).
- Vice-président : Vacant.
- Secrétaire d'État intérimaire : James Monroe (Républicain-Démocrate) puis Secrétaire d'État à partir du 28 février.
- Chambre des représentants - Président : Langdon Cheves (Républicain-Démocrate) puis Henry Clay (Républicain-Démocrate) à partir du 4 décembre.

## Événements

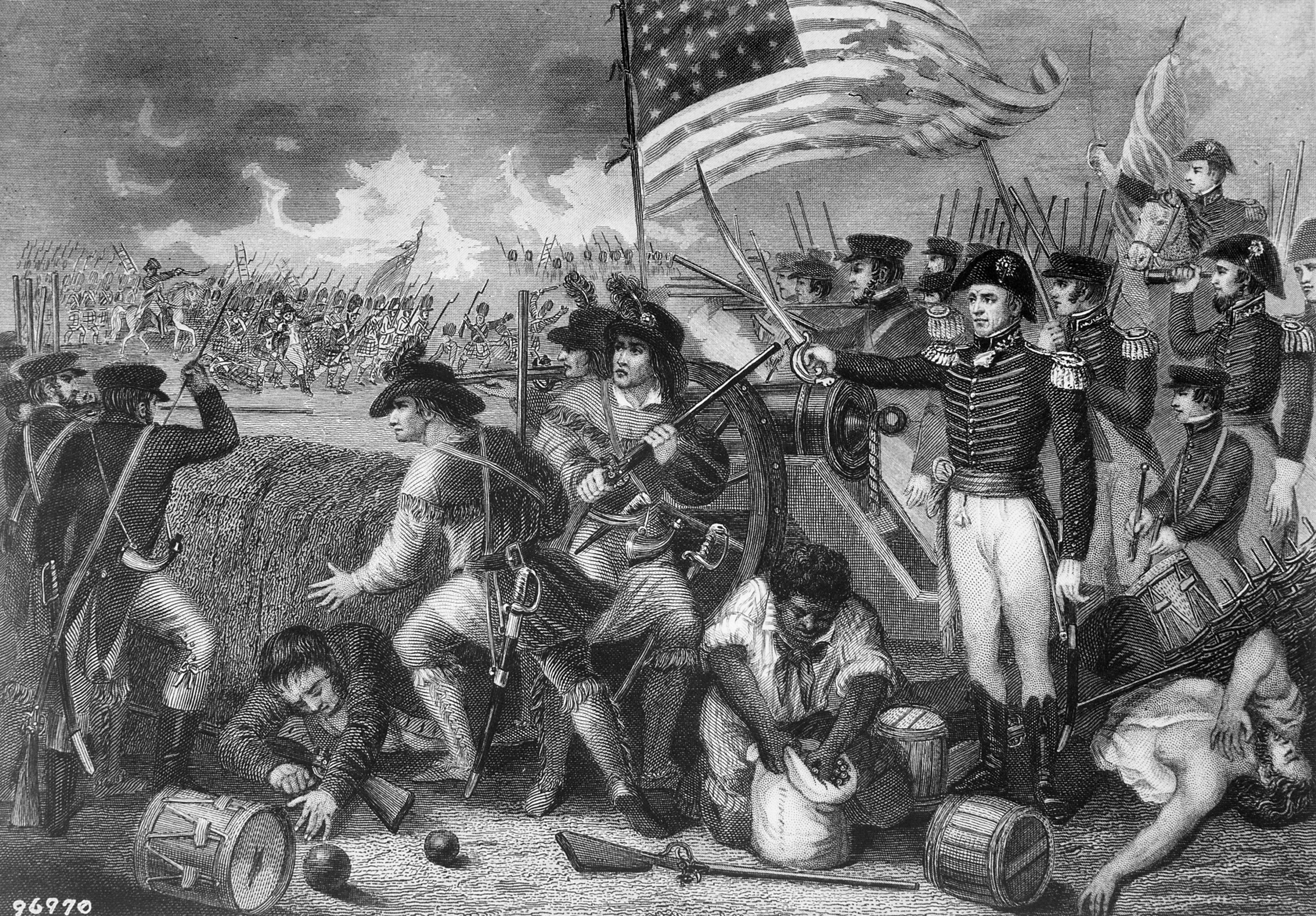
8 janvier : Bataille de La Nouvelle-Orléans

- 8 janvier, guerre de 1812 : bataille de La Nouvelle-Orléans[1]. L'assaut sur La Nouvelle-Orléans est lancé le matin, mais les Britanniques ont oublié les échelles et le matériel du génie nécessaire pour franchir un canal et escalader des fortifications. Pris sous le feu de l'artillerie américaine, l'assaut principal est repoussé avec de lourdes pertes pour les Britanniques. Le major général britannique Pakenham est mortellement blessé au cours du combat. Un assaut complémentaire sur la rive ouest du Mississippi a plus de succès, mais les Britanniques décident d'abandonner la position, qu'ils craignent de ne pouvoir tenir après la défaite de leurs forces principales sur l'autre rive.
- 9 - 18 janvier, guerre de 1812 : les Britanniques n'arrivent pas à passer Fort Philip, sur le Mississippi, près de Triomphe (Louisiane), au sud-est de La Nouvelle-Orléans.
- 13 - 15 janvier, guerre de 1812 : les Britanniques capturent Saint Marys (Géorgie).
- 15 janvier, guerre de 1812 : quatre frégates britanniques capturent la frégate américaine l'USS President au large de New York Harbor[2].
- 6 février : la Compagnie des chemins de fer du canal du New Jersey (en) accorde une charte pour ériger un chemin de fer. C'est le premier projet de chemin de fer aux États-Unis, mais il ne sera jamais construit dû à une incapacité d'attirer les investisseurs financiers.
- 7 - 12 février, guerre de 1812, au sud : les Britanniques s’emparent de Fort Bowyer, fort américain érigé dans l'embouchure du Mobile.
- 17 février : le traité de paix de Gand entre les États-Unis et le Royaume-Uni est ratifié.
- 20 février : la frégate américaine USS Constitution capture la frégate britannique HMS Cyane à l'est de Madère[3].
- 27 février : Andrew Jackson reçoit les Thanks of Congress.
- 3 mars : les États-Unis déclarent la guerre à la régence d'Alger. Début de la seconde guerre barbaresque[4].
- 23 mars, guerre de 1812 : le brick américain USS Hornet capture le brick britannique HMS Penguin au large de l'archipel Tristan da Cunha, dans l'Atlantique sud[5],[6].
- 3 juillet : traité de paix entre la régence d'Alger et les États-Unis, qui obtiennent un traité de commerce après avoir fait bombarder Alger par leur flotte[7].
- 18 juillet - 16 septembre : traités de Portage des Sioux[8]. Accords entre le gouvernement américain et les Indiens, les américains obtiennent le droit d’exploiter les actuels territoires du Wisconsin, Minnesota, Iowa, Missouri, Wyoming, Montana et Dakota.
- Les exportations des États-Unis vers le Royaume-Uni subissent une baisse considérable due à la fin de la guerre en Europe. Entre 1814 et 1816, les prix baissent de 25 %.
- Construction de Carneal House à Covington dans le Kentucky, le plus vieux bâtiment de la ville.
- Fondation à Boston de la Société Handel-et-Haydn[9].
- Première publication de la North American Review.

## Naissances
- Daniel C. McCallum, (décède en 1878), était un ingénieur et « manager » de compagnie ferroviaire. Pendant la Guerre de Sécession, il dirigea l'United States Military Railroad avec le grade de général.

## Décès
- 24 février : Robert Fulton, inventeur américain.

#### Articles généraux
- Histoire des États-Unis de 1776 à 1865
- Évolution territoriale des États-Unis
- Guerre anglo-américaine de 1812
- Première Guerre séminole

#### Articles sur l'année 1815 aux États-Unis
- Bataille de La Nouvelle-Orléans
- Traité de Portage des Sioux